# Mistrovství světa v rychlobruslení na jednotlivých tratích 2017
Mistrovství světa v rychlobruslení na jednotlivých tratích 2017 se konalo ve dnech 9.–12. února 2017 v rychlobruslařské hale Gangneung Oval v jihokorejském Kangnungu. Jednalo se o 18. mistrovství světa v rychlobruslení na jednotlivých tratích. Oproti předchozím šampionátům byl změněn systém závodu na 500 m: místo dvou jízd a součtu časů se od roku 2017 na této distanci závodí pouze v jediné jízdě.
Českou výpravu tvořily Karolína Erbanová (500 m, 1000 m), Eliška Dřímalová (hromadný start), Martina Sáblíková (1500 m, 3000 m, 5000 m) a Nikola Zdráhalová (1000 m, 1500 m, 3000 m, hromadný start). Český tým byl také druhým náhradníkem do ženského stíhacího závodu družstev.
| Program                 | Program                                                     | Program                                           | Program                                                         |
| ----------------------- | ----------------------------------------------------------- | ------------------------------------------------- | --------------------------------------------------------------- |
| 9. února                | 10. února                                                   | 11. února                                         | 12. února                                                       |
| 3000 m ženy 5000 m muži | 500 m ženy 500 m muži stíhací závod ženy stíhací závod muži | 5000 m ženy 1000 m muži 1000 m ženy 10 000 m muži | 1500 m ženy 1500 m muži hromadný start ženy hromadný start muži |

## Muži

### 500 metrů
Závodu se zúčastnilo 24 závodníků.
| Pořadí           | Jméno                       | Země       | Čas   |
| ---------------- | --------------------------- | ---------- | ----- |
| Zlatá medaile    | Jan Smeekens                | Nizozemsko | 34,58 |
| Stříbrná medaile | Nico Ihle                   | Německo    | 34,66 |
| Bronzová medaile | Ruslan Murašov              | Rusko      | 34,76 |
| 4.               | Mitchell Whitmore           | USA        | 34,80 |
| 5.               | Ronald Mulder               | Nizozemsko | 34,85 |
| 6.               | Cubasa Hasegawa             | Japonsko   | 34,87 |
| 7.               | Håvard Holmefjord Lorentzen | Norsko     | 34,88 |
| 8.               | Džódži Kató                 | Japonsko   | 34,91 |
| 9.               | Laurent Dubreuil            | Kanada     | 34,94 |
| 10.              | Kao Tching-jü               | Čína       | 34,97 |

### 1000 metrů
Závodu se zúčastnilo 24 závodníků.
| Pořadí           | Jméno                       | Země       | Čas     |
| ---------------- | --------------------------- | ---------- | ------- |
| Zlatá medaile    | Kjeld Nuis                  | Nizozemsko | 1:08,26 |
| Stříbrná medaile | Vincent De Haître           | Kanada     | 1:08,54 |
| Bronzová medaile | Kai Verbij                  | Nizozemsko | 1:08,78 |
| 4.               | Nico Ihle                   | Německo    | 1:08,89 |
| 5.               | Shani Davis                 | USA        | 1:08,98 |
| 6.               | Håvard Holmefjord Lorentzen | Norsko     | 1:09,12 |
| 7.               | Denis Juskov                | Rusko      | 1:09,19 |
| 8.               | Laurent Dubreuil            | Kanada     | 1:09,43 |
| 9.               | Alexej Jesin                | Rusko      | 1:09,48 |
| 10.              | Joey Mantia                 | USA        | 1:09,53 |

### 1500 metrů
Závodu se zúčastnilo 24 závodníků.
| Pořadí           | Jméno               | Země        | Čas     |
| ---------------- | ------------------- | ----------- | ------- |
| Zlatá medaile    | Kjeld Nuis          | Nizozemsko  | 1:44,36 |
| Stříbrná medaile | Denis Juskov        | Rusko       | 1:44,67 |
| Bronzová medaile | Sven Kramer         | Nizozemsko  | 1:45,50 |
| 4.               | Vincent De Haître   | Kanada      | 1:45,79 |
| 5.               | Kim Min-sok         | Jižní Korea | 1:46,05 |
| 6.               | Patrick Roest       | Nizozemsko  | 1:46,16 |
| 7.               | Joey Mantia         | USA         | 1:46,70 |
| 8.               | Jan Szymański       | Polsko      | 1:46,74 |
| 9.               | Bart Swings         | Belgie      | 1:46,75 |
| 10.              | Konrad Niedźwiedzki | Polsko      | 1:46,78 |

### 5000 metrů
Závodu se zúčastnilo 20 závodníků.
| Pořadí           | Jméno                 | Země        | Čas     |
| ---------------- | --------------------- | ----------- | ------- |
| Zlatá medaile    | Sven Kramer           | Nizozemsko  | 6:06,82 |
| Stříbrná medaile | Jorrit Bergsma        | Nizozemsko  | 6:09,33 |
| Bronzová medaile | Peter Michael         | Nový Zéland | 6:11,67 |
| 4.               | Douwe de Vries        | Nizozemsko  | 6:13,70 |
| 5.               | Ted-Jan Bloemen       | Kanada      | 6:14,73 |
| 6.               | Sverre Lunde Pedersen | Norsko      | 6:15,77 |
| 7.               | Patrick Beckert       | Německo     | 6:16,52 |
| 8.               | Jordan Belchos        | Kanada      | 6:16,92 |
| 9.               | Bart Swings           | Belgie      | 6:17,20 |
| 10.              | Alexis Contin         | Francie     | 6:18,87 |

### 10 000 metrů
Závodu se zúčastnilo 12 závodníků.
| Pořadí           | Jméno             | Země       | Čas      |
| ---------------- | ----------------- | ---------- | -------- |
| Zlatá medaile    | Sven Kramer       | Nizozemsko | 12:38,89 |
| Stříbrná medaile | Jorrit Bergsma    | Nizozemsko | 12:43,95 |
| Bronzová medaile | Patrick Beckert   | Německo    | 12:52,76 |
| 4.               | Ted-Jan Bloemen   | Kanada     | 12:54,63 |
| 5.               | Davide Ghiotto    | Itálie     | 13:01,38 |
| 6.               | Jordan Belchos    | Kanada     | 13:01,40 |
| 7.               | Rjósuke Cučija    | Japonsko   | 13:11,94 |
| 8.               | Nils van der Poel | Švédsko    | 13:14,84 |
| 9.               | Moritz Geisreiter | Německo    | 13:23,15 |
| 10.              | Danila Semerikov  | Rusko      | 13:34,99 |

### Závod s hromadným startem
Závodu se zúčastnilo 24 závodníků.
| Pořadí           | Jméno             | Země       | Body | Čas     |
| ---------------- | ----------------- | ---------- | ---- | ------- |
| Zlatá medaile    | Joey Mantia       | USA        | 60   | 7:40,16 |
| Stříbrná medaile | Alexis Contin     | Francie    | 41   | 7:41,11 |
| Bronzová medaile | Olivier Jean      | Kanada     | 27   | 7:47,62 |
| 4.               | Vitalij Michajlov | Bělorusko  | 8    | 7:47,75 |
| 5.               | Armin Hager       | Rakousko   | 8    | 7:52,00 |
| 6.               | Roland Cieślak    | Polsko     | 0    | 7:50,64 |
| 7.               | Gary Hekman       | Nizozemsko | 0    | 7:50,76 |
| 8.               | Bart Swings       | Belgie     | 0    | 7:51,02 |
| 9.               | Shane Williamson  | Japonsko   | 0    | 7:51,49 |
| 10.              | Fabio Francolini  | Itálie     | 0    | 7:51,53 |

### Stíhací závod družstev
Závodu se zúčastnilo osm týmů.
| Pořadí           | Tým                                                                  | Čas     |
| ---------------- | -------------------------------------------------------------------- | ------- |
| Zlatá medaile    | Nizozemsko Jorrit Bergsma, Jan Blokhuijsen, Douwe de Vries           | 3:40,66 |
| Stříbrná medaile | Nový Zéland Shane Dobbin, Reyon Kay, Peter Michael                   | 3:41,08 |
| Bronzová medaile | Norsko Sindre Henriksen, Simen Spieler Nilsen, Sverre Lunde Pedersen | 3:41,60 |
| 4.               | Kanada Jordan Belchos, Ted-Jan Bloemen, Benjamin Donnelly            | 3:41,68 |
| 5.               | Japonsko Šóta Nakamura, Rjósuke Cučija, Shane Williamson             | 3:42,77 |
| 6.               | Itálie Andrea Giovannini, Michele Malfatti, Nicola Tumolero          | 3:43,72 |
| 7.               | Polsko Zbigniew Bródka, Konrad Niedźwiedzki, Jan Szymański           | 3:44,79 |
| 8.               | Jižní Korea Ču Hjong-čun, Kim Min-sok, I Sung-hun                    | DNF     |

## Ženy

### 500 metrů
Závodu se zúčastnilo 24 závodnic.
| Pořadí           | Jméno              | Země        | Čas       |
| ---------------- | ------------------ | ----------- | --------- |
| Zlatá medaile    | Nao Kodairaová     | Japonsko    | 37,13     |
| Stříbrná medaile | I Sang-hwa         | Jižní Korea | 37,48     |
| Bronzová medaile | Jü Ťing            | Čína        | 37,57     |
| 4.               | Karolína Erbanová  | Česko       | 37,80     |
| 5.               | Heather McLeanová  | Kanada      | 37,86     |
| 6.               | Marsha Hudeyová    | Kanada      | 37,89     |
| 7.               | Čang Chung         | Čína        | 37,93 (1) |
| 8.               | Heather Bergsmaová | USA         | 37,93 (6) |
| 9.               | Jorien ter Morsová | Nizozemsko  | 37,97     |
| 10.              | Arisa Goová        | Japonsko    | 38,00     |

### 1000 metrů
Závodu se zúčastnilo 24 závodnic.
| Pořadí           | Jméno                 | Země       | Čas         |
| ---------------- | --------------------- | ---------- | ----------- |
| Zlatá medaile    | Heather Bergsmaová    | USA        | 1:13,94     |
| Stříbrná medaile | Nao Kodairaová        | Japonsko   | 1:14,43     |
| Bronzová medaile | Jorien ter Morsová    | Nizozemsko | 1:14,66     |
| 4.               | Marrit Leenstraová    | Nizozemsko | 1:15,06     |
| 5.               | Karolína Erbanová     | Česko      | 1:15,14     |
| 6.               | Miho Takagiová        | Japonsko   | 1:15,47     |
| 7.               | Čang Chung            | Čína       | 1:15,58 (3) |
| 8.               | Hege Bøkková          | Norsko     | 1:15,58 (8) |
| 9.               | Jekatěrina Lobyševová | Rusko      | 1:16,00     |
| 10.              | Jü Ťing               | Čína       | 1:16,01     |
|                  |                       |            |             |
| 24.              | Nikola Zdráhalová     | Česko      | 1:18,52     |

### 1500 metrů
Závodu se zúčastnilo 24 závodnic.
| Pořadí           | Jméno                         | Země       | Čas     |
| ---------------- | ----------------------------- | ---------- | ------- |
| Zlatá medaile    | Heather Bergsmaová            | USA        | 1:54,08 |
| Stříbrná medaile | Ireen Wüstová                 | Nizozemsko | 1:54,19 |
| Bronzová medaile | Miho Takagiová                | Japonsko   | 1:55,12 |
| 4.               | Marrit Leenstraová            | Nizozemsko | 1:55,85 |
| 5.               | Jorien ter Morsová            | Nizozemsko | 1:56,18 |
| 6.               | Martina Sáblíková             | Česko      | 1:56,20 |
| 7.               | Olga Grafová                  | Rusko      | 1:57,43 |
| 8.               | Katarzyna Bachledová-Curuśová | Polsko     | 1:57,51 |
| 9.               | Jekatěrina Šichovová          | Rusko      | 1:57,73 |
| 10.              | Natalia Czerwonková           | Polsko     | 1:57,87 |
|                  |                               |            |         |
| 15.              | Nikola Zdráhalová             | Česko      | 1:59,04 |

### 3000 metrů
Závodu se zúčastnilo 20 závodnic.
| Pořadí           | Jméno                 | Země        | Čas     |
| ---------------- | --------------------- | ----------- | ------- |
| Zlatá medaile    | Ireen Wüstová         | Nizozemsko  | 3:59,05 |
| Stříbrná medaile | Martina Sáblíková     | Česko       | 3:59,65 |
| Bronzová medaile | Antoinette de Jongová | Nizozemsko  | 4:01,99 |
| 4.               | Ivanie Blondinová     | Kanada      | 4:02,45 |
| 5.               | Yvonne Nautová        | Nizozemsko  | 4:02,56 |
| 6.               | Kim Po-rum            | Jižní Korea | 4:03,85 |
| 7.               | Olga Grafová          | Rusko       | 4:04,45 |
| 8.               | Miho Takagiová        | Japonsko    | 4:04,50 |
| 9.               | Isabelle Weidemannová | Kanada      | 4:04,54 |
| 10.              | Natalja Voroninová    | Rusko       | 4:05,00 |
|                  |                       |             |         |
| 18.              | Nikola Zdráhalová     | Česko       | 4:10,46 |

### 5000 metrů
Závodu se zúčastnilo 12 závodnic.
| Pořadí           | Jméno                 | Země       | Čas     |
| ---------------- | --------------------- | ---------- | ------- |
| Zlatá medaile    | Martina Sáblíková     | Česko      | 6:52,38 |
| Stříbrná medaile | Claudia Pechsteinová  | Německo    | 6:53,93 |
| Bronzová medaile | Ivanie Blondinová     | Kanada     | 6:57,14 |
| 4.               | Anna Jurakovová       | Rusko      | 6:57,27 |
| 5.               | Antoinette de Jongová | Nizozemsko | 6:59,33 |
| 6.               | Isabelle Weidemannová | Kanada     | 6:59,75 |
| 7.               | Carien Kleibeukerová  | Nizozemsko | 6:59,79 |
| 8.               | Bente Krausová        | Německo    | 7:00,62 |
| 9.               | Natalja Voroninová    | Rusko      | 7:02,94 |
| 10.              | Marina Zujevová       | Bělorusko  | 7:03,40 |

### Závod s hromadným startem
Závodu se zúčastnilo 24 závodnic.
| Pořadí           | Jméno                    | Země        | Body | Čas      |
| ---------------- | ------------------------ | ----------- | ---- | -------- |
| Zlatá medaile    | Kim Po-rum               | Jižní Korea | 60   | 8:00,79  |
| Stříbrná medaile | Nana Takagiová           | Japonsko    | 40   | 8:00,90  |
| Bronzová medaile | Heather Bergsmaová       | USA         | 20   | 8:01,36  |
| 4.               | Francesca Lollobrigidová | Itálie      | 5    | 8:01,62  |
| 5.               | Kuo Tan                  | Čína        | 5    | 8:04,04  |
| 6.               | Marina Zujevová          | Bělorusko   | 5    | 8:08,07  |
| 7.               | Luiza Złotkowská         | Polsko      | 3    | 8:04,03  |
| 8.               | Elena Møllerová-Rigasová | Dánsko      | 3    | 8:12,38  |
| 9.               | Vanessa Herzogová        | Rakousko    | 3    | 8:22,57  |
| 10.              | Ivanie Blondinová        | Kanada      | 1    | 8:02,06  |
|                  |                          |             |      |          |
| 15.              | Nikola Zdráhalová        | Česko       | 0    | 8:05,16  |
| 24.              | Eliška Dřímalová         | Česko       | 0    | 8:03,19* |

* – o kolo

### Stíhací závod družstev
Závodu se zúčastnilo osm týmů.
| Pořadí           | Tým                                                                             | Čas     |
| ---------------- | ------------------------------------------------------------------------------- | ------- |
| Zlatá medaile    | Nizozemsko Ireen Wüstová, Marrit Leenstraová, Antoinette de Jongová             | 2:55,85 |
| Stříbrná medaile | Japonsko Miho Takagiová, Misaki Ošigiriová, Nana Takagiová                      | 2:56,50 |
| Bronzová medaile | Rusko Olga Grafová, Natalja Voroninová, Jekatěrina Šichovová                    | 3:00,51 |
| 4.               | Německo Roxanne Dufterová, Gabriele Hirschbichlerová, Claudia Pechsteinová      | 3:02,88 |
| 5.               | Jižní Korea Kim Po-rum, No Son-jong, Pak Či-u                                   | 3:02,95 |
| 6.               | USA Petra Ackerová, Kelly Guntherová, Mia Manganellová                          | 3:04,01 |
| 7.               | Polsko Katarzyna Bachledová-Curuśová, Natalia Czerwonková, Katarzyna Woźniaková | 3:04,16 |
| 8.               | Kanada Ivanie Blondinová, Brianne Tuttová, Isabelle Weidemannová                | DNF     |

## Medailové pořadí zemí
| Pořadí | Země        | Zlato | Stříbro | Bronz | Celkem |
| ------ | ----------- | ----- | ------- | ----- | ------ |
| 1.     | Nizozemsko  | 8     | 3       | 4     | 15     |
| 2.     | USA         | 3     | 0       | 1     | 4      |
| 3.     | Japonsko    | 1     | 3       | 1     | 5      |
| 4.     | Česko       | 1     | 1       | 0     | 2      |
| 4.     | Jižní Korea | 1     | 1       | 0     | 2      |
| 6.     | Německo     | 0     | 2       | 1     | 3      |
| 7.     | Kanada      | 0     | 1       | 2     | 3      |
| 7.     | Rusko       | 0     | 1       | 2     | 3      |
| 9.     | Nový Zéland | 0     | 1       | 1     | 2      |
| 10.    | Francie     | 0     | 1       | 0     | 1      |
| 11.    | Čína        | 0     | 0       | 1     | 1      |
| 11.    | Norsko      | 0     | 0       | 1     | 1      |